# マルシャーク (小惑星)
マルシャーク (2604 Marshak) は小惑星帯に位置する小惑星。クリミア半島のクリミア天体物理天文台で、ソビエト連邦の天文学者タマラ・スミルノワによって発見された。
ロシアの作家、翻訳家、児童文学作家、詩人であるサムイル・マルシャークに因んで命名された。